# 厄尼·艾爾斯
厄尼·艾爾斯（Ernie Els，1969年10月17日—）是一位南非職業高爾夫球選手。出生在南非的約翰尼斯堡。自1990年代中期後，他就是一位頂尖的職業高爾夫球選手。世界排名曾經達到第一位。

## 外部連結
- 官方網站
- PGA巡迴賽網站上的介紹
- PGA歐洲巡迴賽網站上的介紹